# 偉樂街臨時足球場

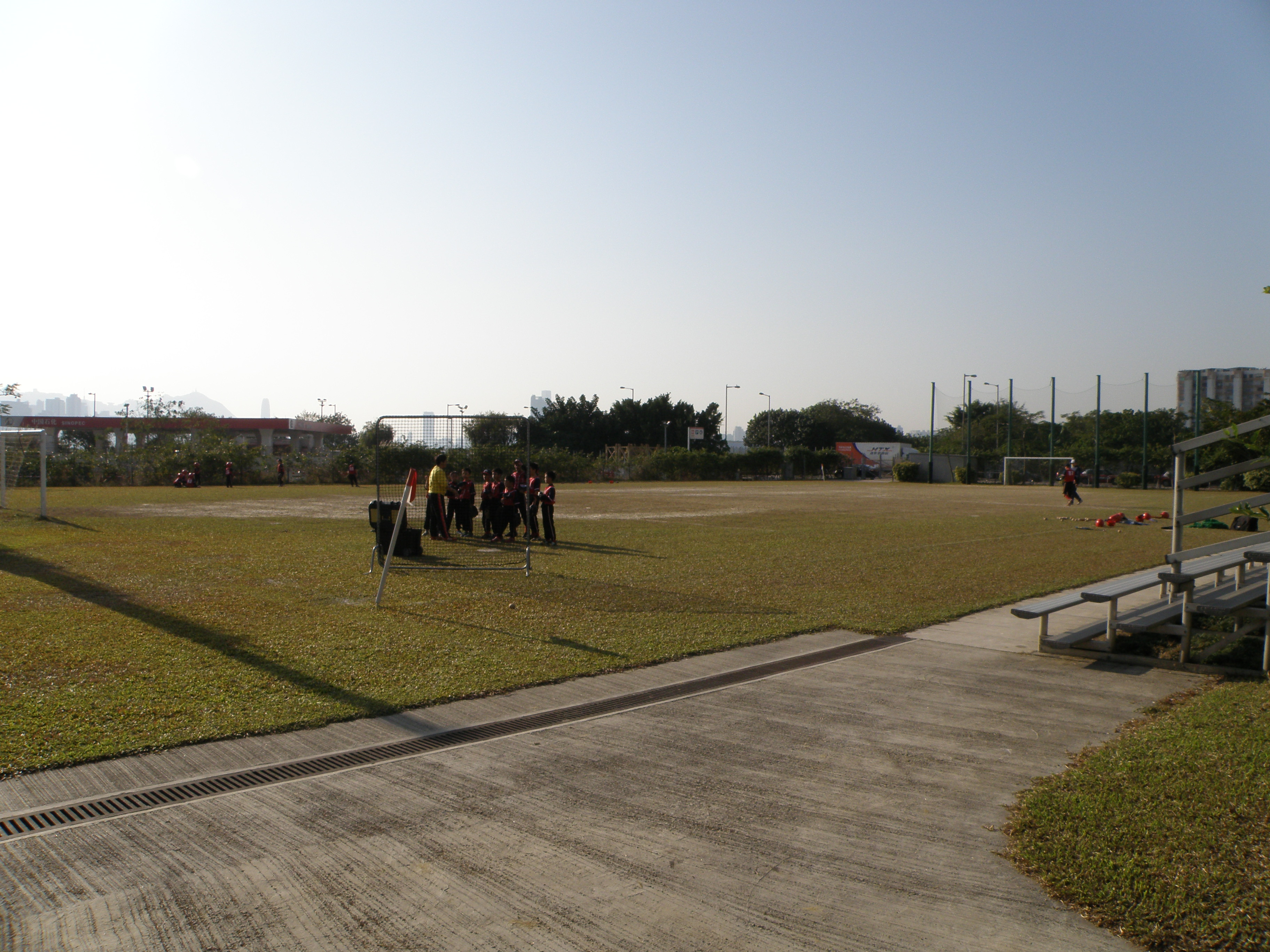
偉樂街臨時足球場

偉樂街臨時足球場（英語：Wai Lok Street Temporary Soccer Pitch）位於香港觀塘區藍田偉樂街與偉業街交界，是觀塘區唯一一個供七人使用的真草足球場，前身為政府擁有由填海得來的空地，毗連麗港城、麗港公園及觀塘海濱花園。場地現時全面禁煙。

## 歷史
觀塘游泳池和觀塘遊樂場於2009年11月起進行重建，政府需另謀地點興建有關臨時設施，以解決市民所需。
斥資495萬港元建造的偉樂街臨時足球場於2010年7月22日竣工，並於同年8月6日開放供市民租用，填補因重建而缺少了的草地足球場。

## 附近設施
- 麗港公園

## 外部連結
- 城市規劃委員會 都會規劃小組委員會 第394次會議記錄 （页面存档备份，存于）
- 第三屆觀塘區議會屬下環境及衞生委員會文件第4/2011號（第二十一次會議：18.1.2011）觀塘地區小型工程 2008-2011已通過籌劃項目 p.4[永久]
- 觀塘區議會地區設施管理委員會文件第15/2011號（第二十二次會議 : 10.3.2011）康樂及文化事務署於2010年12月至2011年1月在觀塘區內的設施管理的匯報[永久]
- 立法會參考資料摘要公眾衞生及市政將地方撥作公眾遊樂場地用途及停止將地方撥作公眾遊樂場地用途 （页面存档备份，存于）

22°18′14.14″N 114°13′33.89″E / 22.3039278°N 114.2260806°E